# Толова
Толова (Chetco-Tolowa, Siletz Dee-ni, Tolowa, Taa-Laa-Wa) — почти исчезнувший индейский язык, принадлежащий тихоокеанской подгруппе атабаскской языковой семьи, на котором говорит народ толова, который проживает в штате Калифорния в США. У толова есть две разновидности: толова (Smith River, Tolowa), на котором говорят в ранчерии Смит-Ривер, около города Крескент, штата Калифорния, и четко (Chetco), распространённый на южном побережье штата Орегон в США.